# Våningsplan

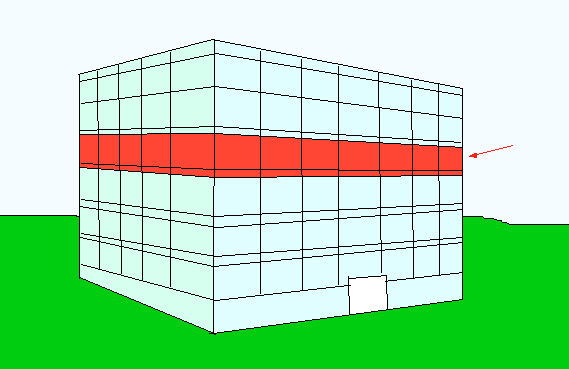
Illustration av våningsplan i en byggnad.

Ett våningsplan är utrymmet mellan två bjälklag i en byggnad. Våningsplanet brukar benämnas med hänsyn till vilken nivå ovan (eller under) marken den finns, exempelvis källarvåning och övervåning. En källarvåning ligger i regel helt under marknivån. Ett våningsplan som ligger delvis under marken på grund av markens lutning kallas suterrängvåningsplan.

## Numrering av våningsplan
Våningsplanen numreras vanligtvis nerifrån och uppåt men där numreringen av entréplanet kan vara olika.

### Sverige
I svenskt vardagsbruk, till exempel i hissar, numreras vanligen entréplanet som våning 0 eller är märkt med E, B eller BV ("bottenvåning"). Därefter fortsätter numreringen med nummer 1 för den våning som är en trappa upp. Detta varierar dock. I språkbruket förekommer också att entréplanet benämns "första våningen", och följaktligen den ovanför för "andra våningen".
I förordningen om lägenhetsregister (2007:108) anges att lägenheter ska numreras med fyra siffror, varav de två första ska avse våningsplan. I Lantmäteriets föreskrifter (LMVFS 2007:3) om lägenhetsregister anges i § 11 att "Numreringen av våningsplan börjar med 10 på entréplanet. Våningsplanen under entréplan numreras nedåt med 09, 08 osv".
I standarden som behandlar beteckningssystem av byggnader och byggnadsdelar för byggritningar (SS- EN ISO 4157-1) beskrivs det att varje våning ska numreras nerifrån och upp i löpande följd, med början på 1 för understa användbara våning. Denna metodik möjliggör alltså att olika våningsnummer för entréplanet används i olika byggnader.

### Andra länder
I exempelvis Norge och USA är 1:a våningen beteckningen för "bottenplan" men i många andra länder är det precis som Sverige beteckningen på våningen "en trappa upp". Trots att engelska är huvudspråket i både Storbritannien och USA används inte samma system i båda länderna.